# Пољопривреда Италије
Пољопривреда у Италији, један од привредних сектора земље, развија се од 5. миленијума пре нове ере. У 20. веку Италија се трансформисала из претежно пољопривредне земље у индустријску земљу. Као резултат тога, у пољопривредном сектору (укључујући шумарство и риболов) дошло је до драматичног пада запослености, са 43% (1860.) на 3,8% (2000.) од укупног броја.
Према последњем националном пољопривредном попису, 2010. године било је 891.000 запослених у пољопривреди, углавном мушкараца (71,3% од укупног броја) и са пребивалиштем у Јужној Италији (46,8% од укупног броја). У 2010. италијанска пољопривредна површина обухватала је 17.800.000 ха, од чега је коришћено 12.700.000 ха, а концентрисана је пре свега у јужној Италији (63%).

## Опис
Према последњем републичком попису пољопривреде, 1,6 милиона фарми је било 2010. године (−32,4% у односу на 2000.). Огромна већина (99%) су породичне и мале, просечне величине од само 8 ха. Од укупне површине у пољопривредној употреби (без шумарства), житна поља заузимају 31%, засади маслина 8,2%, виногради 5,4%, воћњаци агрума 3,8%, шећерна репа 1,7% и хортикултура 2,4%. Остатак је првенствено намењен пашњацима (25,9%) и крмном житу (11,6%). Северни део Италије производи првенствено кукуруз, пиринач, шећерну репу, соју, месо, воће и млечне производе, док је југ специјализован за пшеницу и агруме. Сточни фонд обухвата 6 милиона грла говеда, 8,6 милиона свиња, 6,8 милиона оваца, а 0,9 милиона коза. Укупна годишња производња рибарске индустрије у Италији од риболова и аквакултуре, укључујући љускаре и мекушце, износи око 480.000 тона.
Италија је највећи произвођач вина на свету и један од водећих произвођача маслиновог уља, воћа (јабуке, маслине, грожђе, поморанџе, лимуни, крушке, кајсије, лешници, брескве, трешње, шљиве, јагоде, киви) и поврћа (нарочито артичоке и парадајз). Најпознатија италијанска вина су вероватно тоскански кјанти и пијемонтски бароло. Квалитетна роба за коју се Италија специјализовала, посебно већ поменута вина и регионални сиреви, често је заштићена ознакама квалитета "контролисана ознака порекла". Овај сертификат географске ознаке, који додељује Европска унија, сматра се важним како би се избегла забуна са нискоквалитетним масовно произведеним производима.
Италијанска кухиња је једна од најпопуларнијих и највише копираних широм света. Недостатак или потпуна недоступност неких од његових најкарактеристичнијих састојака ван Италије, уз фалсификате, доводи до потпуне денатурализације италијанских састојака. Овај феномен, распрострањен на свим континентима, познатији је као Italian sounding, који се састоји у употреби речи, као и слика, комбинације боја (италијанска тробојка), географских референци и брендова који подсећају на Италију, за промоцију и продају пољопривредно-прехрамбених производа који у стварности немају никакве везе са италијанском кухињом.

## Историја

### Праисторија
Неколико археолошких налаза показује да су прва пољопривредна насеља настала у Италији око 5. миленијума пре нове ере. Археолози су јасно идентификовали путеве које су пратили први анатолски сељаци који су ширили неолитску револуцију широм европског континента, пре свега на обали Средоземног мора и дуж Дунава. На Сицилију су стигли морем, где су основали пољопривредна села слична онима на Плодном полумесецу (Анадолија, Сирија, Палестина, долине Тигра и Еуфрата).
Касније, након што су прешли Алпе, сељаци који су долазили са Дунава градили су села са истим карактеристикама као и она из неолита на Балкану, која су након једног миленијума забележила значајан развој.

### Античка историја
У бронзаном добу цела долина реке По је колонизована. Ови становници су усавршили методе узгоја усвојене у неолитском периоду, које су остале суштински исте све до средњег века. Такође у централној Италији то је почетни период сељачког друштва са растућом пољопривредном разноврсношћу. Али локације су биле доминантно на брдовитом терену коришћењем методе сечења и спаљивања. Коришћени су плугови медитеранског типа са дрвеним раоницима. У јужној Италији могу се уочити први докази о узгоју маслина у ово време.
У гвозденом добу се појављују зидане куће у сеоским срединама, гаји се стока, саде се махунарке, користе се бронзани предмети, развија се занатство и трговина. У доба Римске републике доминирала је употреба гвожђа: раоници, секире које су омогућавале обрађивање тешког земљишта, српови, секире за крчење шума као и гвоздени предмети за бербу и резидбу грожђа. Тада је настао пејзаж са мешовитим културама и систематским планирањем терена око градова. Дошло је до великог развоја пољопривредне технологије укључујући кошење сена, преоравање земље без засејавања и хидрауличне радове. И комерцијална култура грожђа и маслина је еволуирала. Исток је развио велике империје засноване на узгоју житарица, углавном пшенице и јечма: Рим, који се успоставио у центру полуострва, освојио је многе велике равнице тада познатог света, дајући свакој од њих одређену функцију засновану на својим плановима економске и војне доминације.
Земље чије границе нису угрожавали моћни непријатељи експлоатисане су за исхрану становништва Рима, „материце“ Царства, где су стотине хиљада бивших ратника, сељака, којима су аристократија и трговачка класа одузели земљу, полагали своја права да примају хлеба и циркуса (panem et circenses) као грађани државе. Земље близу угрожених граница, као што су Рајна и Дунав, биле су одговорне за производњу житарица потребног за исхрану легија улогоритих на граници, као у случају Француске.
Да би се задовољила велика потражња за храном из централних области царства, а из самог Рима, посебно из имућнијих слојева, развијене су прве технике гајења воћа и поврћа, узгоја свиња, оваца, живине. Анализирајући карактеристике ове пољопривреде, осмишљене да задовољи снажну потражњу, како у квантитету тако и у погледу квалитета, Шпанац Луције Јуније Модерат Колумела, власник винограда у подручју „Кастели Романи“, написао је прву научну расправу о техници пољопривреде у западном свету.

### Средњовековна историја
Након Римског царства, и током скоро хиљаду година, пољопривреда и привреда су доживеле период технолошке регресије, ближи оном из бронзаног доба, како у Грчкој тако и у регионима римске Италије. Продуктивност је опала, али је сеоско становништво, које живи у малим селима раштрканим по шумама и мочварама, и даље успевало да значајан део средстава за живот остварује од природних станишта, као што су ливаде и мочваре: месо, риба, мед, крзно, тканине.
Крајем средњег века, када су се у Европи развила прва занатска и трговачка предузећа, појавили су се нови пољопривредни системи у Фландрији, у Падској долини и у мањим равницама централне Италије. У долини реке По дошло је до развоја новог система односа између човека и природних ресурса и пољопривреде засноване на наводњавању.
Касносредњовековна италијанска пољопривреда заснивала се на посебно интензивној пољопривреди, и на производњи текстила, воћа и поврћа у великим количинама.

### Модерна историја
Италијански градови су постали подручје највећег извоза свих најтраженијих производа тог тренутка: вуне, оружја, стакла, сирева непоновљивог квалитета, који се могу дуго чувати. Нажалост, ово изузетно богатство италијанских градова није било адекватно заштићено политичком и војном силом сразмерном њиховом богатству, па је подстакло завист двеју великих сила тог времена, Француске и Шпаније, које су слале своје војске.
Током два века плодна поља полуострва претварала су једну од најбогатијих земаља на континенту у земљу економске и грађанске беде, о чему сведоче хронике седамнаестог века. Током Просветитељства, пољопривреда Ломбардије је наставила свој раст повећањем богатства села око Милана, са производима као што су сир и свила, што је овај град учинило једним од најбогатијих у Европи, постајући једна од великих културних престоница овог изузетног периода историје Европе.

### Савремена историја
19. век је био период „Уједињења Италије“, покрета у коме нису учествовали сељачки сталежи. Овај покрет је резултирао обликом власти у којем су земљопоседници, корисници заостале пољопривреде, били већина, па су искористили прилику да то искористе у своју корист и да ојачају своје привилегије.
Период крајем века, са владама Ђованија Ђолитија, отворио је Италију новим хоризонтима економског и друштвеног напретка, али напредак је прерано прекинут Првим светским ратом и праћен дугим периодом политичке стагнације. Ово је убедило све моћне породице великих земљопоседника да прибегну фашизму, са пољопривредном политиком која је имала за циљ повећање производње пшенице како би се обезбедила енергија неопходна за васкрсавање сјаја старог Рима. Сви други аспекти напретка пољопривреде су потпуно игнорисани.
На крају Другог светског рата, производња хране у земљи могла је да рачуна само на заосталију пољопривреду, такође отежану ратном штетом. У том периоду министар пољопривреде постаје Ђузепе Медичи, познати агроном и државник међународног угледа. Захваљујући његовим интервенцијама, Италија је била прва земља која је била домаћин међународне конференције пољопривредних истраживача, конференције која је омогућила стварање веза између истраживачких програма који су способни да повећају интеракције и размену, како би се повећала ефикасност производње у пољопривреди.
У тридесет година након рата дошло је до рађања генерације великих агронома, научника ангажованих на територији ван традиционалних шема. У Европи је потпуно обновљена пољопривредна техника и створене су прве сточарске фарме по америчком узору, на бази узгоја хибридног кукуруза, зацртан је потпуно нови производни оквир у сектору воћарства и виноградарства, који ће тада моћи да конкурише, у наредним деценијама, француској пољопривреди.
Ово „златно доба“ се нагло завршава 1980. године: корените промене у пољопривредној политици Европске заједнице биле су први ударац. Потом је нестала половина пољопривредног земљишта, напуштена због прекомерне изградње, значајно је смањен производни потенцијал једне од најплоднијих равница на континенту. Недавно је еколошки покрет, најрадикалнији у Европи, позвао политичку класу да прекине врхунска пољопривредна истраживања. Италија је приморана да производи на малој површини, са све застарелијим средствима.